# Coleophora alashiae
Coleophora alashiae is een vlinder uit de familie kokermotten (Coleophoridae). De wetenschappelijke naam is voor het eerst geldig gepubliceerd in 1996 door Baldizzone.
De soort komt voor in Europa.